# Judson Collegiate & Legends Pro-Am Challenge
De Judson Collegiate & Legends Pro-Am Challenge is een golftoernooi van de Legends Tour. Het toernooi vindt telkens plaats op de Country Club of Roswell in Roswell, Georgia. Het wordt gespeeld in een strokeplay-formule met een speelronde.
Het toernooi wordt georganiseerd als de Judson Collegiate Invitational and Legends Tour Atlanta Pro-Am.

## Winnares
| Jaar | Winnares        | Score | Score | Info                               |
| ---- | --------------- | ----- | ----- | ---------------------------------- |
| 2012 | Alicia Dibos    | 68    | –3    | [ 1 ]                              |
| 2013 | Alicia Dibos po | 70    | –1    | Won de play-off van Nancy Scranton |
| 2014 | Barb Moxness po | 68    | –3    | Won de play-off van Alicia Dibos   |

| Toernooirecord |  | po = winnares na play-off |  | R = Rookie of seizoensdebuut |